# Tegnérparken

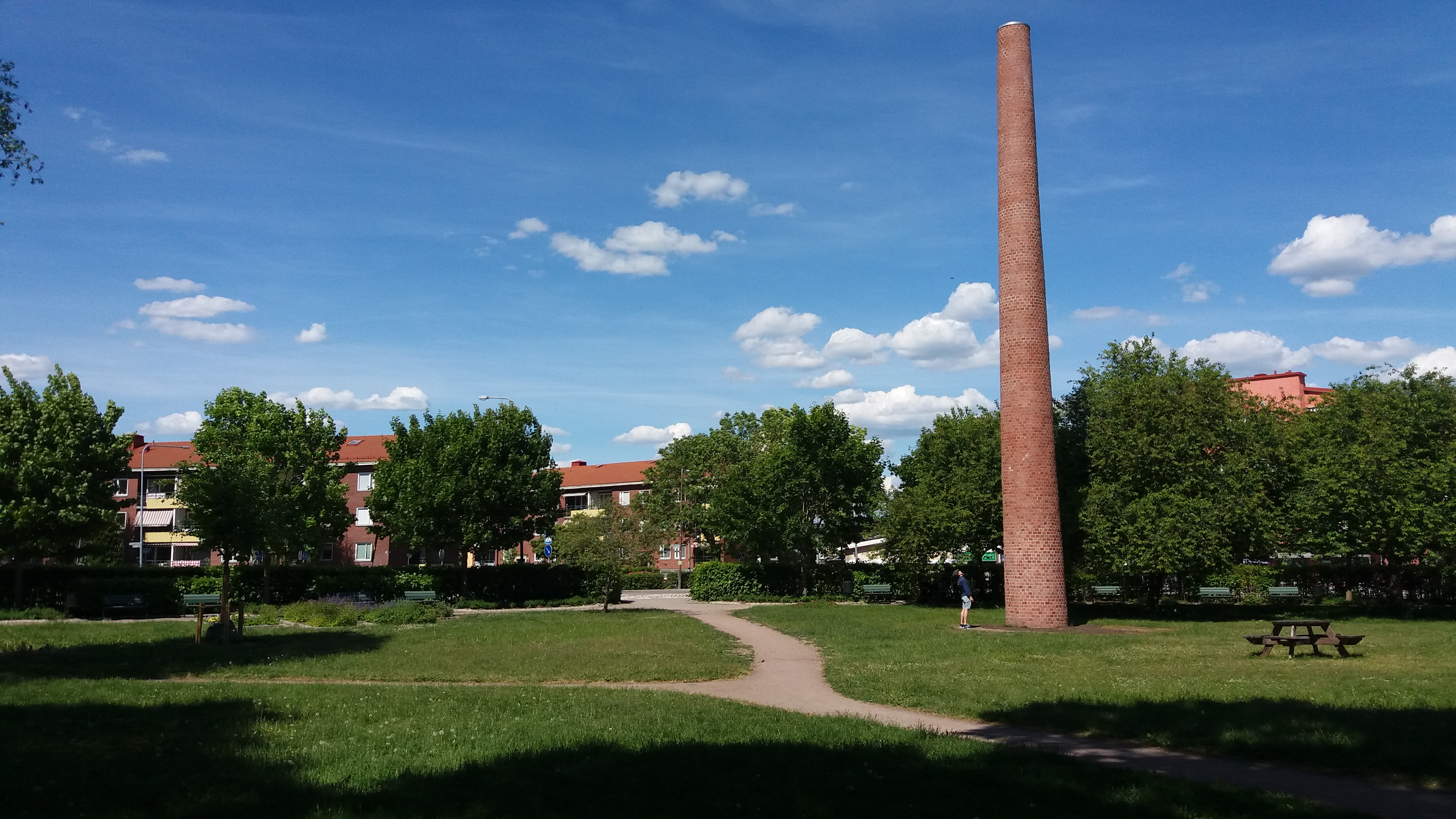
Tegnérparken

Tegnérparken är en park i Luthagen i Uppsala i Sverige. Parken avgränsas av Kyrkogårdsgatan, Ringgatan och Sibyllegatan. Parken är uppkallad efter skalden Esaias Tegnér men kallas i folkmun ofta för Giraffparken efter en girafformad rutschkana som tidigare fanns i parken. Den 10 oktober 2015 invigdes det 19 meter höga konstverket Den tionde skorstenen, formgivet av Jan Svenungsson, i parken.